# Cheetah (rapper)
Kim Eun-young (em coreano: 김은영) (Busan, 25 de maio de 1990) mais conhecida pelo nome artístico "Cheetah" (em coreano: 치타) é uma rapper sul-coreana que alcançou a fama como vencedora do reality Unpretty Rapstar. Estreou em 2010 com sua primeira música colaborativa intitulada "Stop Money Can't Buy My Love" com a dupla de Hip-Hop "Blacklist" e assinou contrato com a C9 Entertainment.

## Carreira
Antes de estrear na indústria musical, Cheetah se apresentava como uma rapper underground nas ruas depois de abandonar a escola. Em julho de 2010, a rapper oficialmente estreou com a música "Stop (Money Can't Buy Me Love)" como parte da dupla Blacklist. Também lançou duas músicas em parceria com sua colega, Lucy: "Nothing Lasts Forever" e "Stop". No entanto, a dupla rapidamente encerrou suas atividades.
Depois de Blacklist, Cheetah fez diversas apresentações solo, incluindo colaborações em faixas de outros rappers, também participando no programa de competição de rap Show Me The Money.[carece de fontes?] Em 2012, Cheetah se uniu ao cantor CRUSH em outra dupla de hip-hop intitulada Masterpiece. Em maio de 2012, lançaram o single "Rollercoaster". A dupla recebeu avaliações negativas da crítica e público, o que levou ao seu fim.

### 2014/2015: Carreira solo eUnpretty Rapstar
Em 2014, Cheetah lançou seu primeiro EP, chamado Cheetah Itself. O mini álbum apresentou seu potente rap e chamou a atenção do público. O álbum ajudou a colocar na lista de concorrentes do spin-off da competição de rap Show Me The Money, o Unpretty Rapstar[carece de fontes?].
No início de 2015, foi revelado que Cheetah era uma das competidoras do programa de TV Unpretty Rapstar. A competição incluía outras rappers famosas como Jessi, Lucky J, GilMe ex-membro do grupo Clover, Jimin (ex-membro) do AOA, e outras rappers femininas undergrounds. No final da competição, Cheetah foi anunciada como a vencedora.
Desde sua ascensão na popularidade por sua participação e vitória no Unpretty Rapstar, Cheetah também apareceu em várias propagandas e ensaios de moda. A rapper também participou na criação e lançamento de uma linha de moda em colaboração com a Push Button. Em março de 2015, foi relatado que Cheetah estava preparando um novo álbum, a ser lançado no final do ano. 
Cheetah lançou o seu primeiro single desde que apareceu no programa Unpretty Rapstar. A canção My Number foi lançada em 2 de Agosto de 2015. Em outubro de 2015, Cheetah colaborou com o Kim Junsu em seu EP e participou da faixa Midnight Show. No mesmo mês, apesar de ser conhecida como rapper, Cheetah apareceu no programa King of Masked Singer como uma cantora de jazz.
Em janeiro de 2016, Cheetah apareceu como mentora no reality show Produce 101 e continuou como tal na segunda temporada, o Produce 48 e o Produce X 101.
Em 2018, ela lançou seu primeiro álbum de estúdio na linguagem Coreana, 28 Identity.
Em Abril de 2023, ela assinou com a nova agência MLD Entertainment.

## Vida pessoal
Em janeiro de 2007, Cheetah estava atravessando a rua quando foi atropelada por um ónibus, levando-a a ser hospitalizada. Ela entrou em coma por um longo período de tempo com pouca chance de acordar. No entanto, ela se recuperou sem grandes complicações, embora ela tenha perdido a habilidade de cantar devido ao uso continuo de um respirador. Cheetah afirmou que essa experiência traumática é o que levou ela a ter sucesso e "viver sem arrependimentos".

## Discografia

### Singles
| Título                             | Ano  | Melhores posições nas paradas KOR | Vendas (DL)   | Álbum            |
| ---------------------------------- | ---- | --------------------------------- | ------------- | ---------------- |
| "My Type" (with Kangnam and Jessi) | 2015 | 1                                 | KOR: 608,950  | Unpretty Rapstar |
| "Coma 07"                          | 2015 | 4                                 | KOR: 280,239  | Unpretty Rapstar |
| "Like Nobody Knows" (feat. Ailee)  | 2015 | 3                                 | KOR: 427,943+ | Unpretty Rapstar |
| "My Number"                        | 2015 | 7                                 | KOR: 141,138+ | 'My Number'      |
| Star Wars                          | 2015 | –                                 | –             | single digital   |
| Not Today                          | 2016 | –                                 | –             | single digital   |
| BLURRED LINES (Feat. HANHAE(한해)) | 2017 |                                   |               |                  |

### Álbuns
| Informações do álbum                                                           | Lista de músicas        |
| ------------------------------------------------------------------------------ | ----------------------- |
| My Number - single digital - 3 de agosto de 2015 - Gravadora: C9 Entertainment | - My Number - Catharsis |

| Informações do álbum                                                                | Lista de músicas |
| ----------------------------------------------------------------------------------- | ---------------- |
| 'Star Wars' - single digital - 18 de dezembro de 2015 - Gravadora: C9 Entertainment | - Star Wars      |

| Informações do álbum                                                   | Lista de músicas |
| ---------------------------------------------------------------------- | --- |
| Cheetah Itself - EP - 27 de junho de 2014 - Gravadora: Wealive Records | - 100 km - Expectation (feat. Morra) - Crazy Diamond - 100 km (inst.) - Expectation (inst.) - Crazy Diamond (inst.) |

### Como artista em destaque
| Ano  | Título                                                                                          | Melhores posições nas paradas KOR | Vendas (DL)         |
| ---- | ----------------------------------------------------------------------------------------------- | --------------------------------- | ------------------- |
| 2015 | "음악이 아니었다면" (Truedy (feat. Cheetah, Verbal Jint))                                       | 18                                | - KOR: 136,885+     |
| 2015 | Scar (Cho Hyun Woo feat Cheetah)                                                                |                                   |                     |
| 2016 | Get It? (Younha featuring Ha:tFelt e Cheetah)                                                   | 39                                | - KOR (DL): 48,778+ |
| 2019 | (Queendom) Park Bom 박봄 - Hann/Alone (한(一)) (by (G)I-Dle ((여자)아이들) feat. Cheetah (치타) |                                   |                     |

## Videografia

### Variety shows
| Ano  | Título                    | Canal | Notas                   |
| ---- | ------------------------- | ----- | ----------------------- |
| 2015 | Unpretty Rapstar          | Mnet  | Concorrente (ganhadora) |
| 2015 | I Live Alone              | MBC   | Episódios 107-108       |
| 2015 | Hello Counselor           | KBS2  | Episódio 236            |
| 2015 | You Hee-yeol's Sketchbook | KBS2  | Episódio 283            |
| 2015 | King of Mask Singer       | MBC   | Episódio 27             |
| 2015 | Witch Hunt                | JTBC  |                         |
| 2016 | Produce 101               | Mnet  |                         |
| 2016 | Happy Together – Season 3 | KBS2  | Episódio 438            |
| 2020 | Good Girl                 | Mnet  | Episódio 1 - presente   |

### Televisão
| Ano  | Título                     | Canal | Notas                        |
| ---- | -------------------------- | ----- | ---------------------------- |
| 2016 | Ms. Temper and Nam Jung-Gi | JTBC  | Episódio 13 (como ela mesma) |